# Canthydrus flavus
Canthydrus flavus là một loài bọ cánh cứng trong họ Noteridae. Loài này được Motschulsky miêu tả khoa học đầu tiên năm 1855.